# エドワード・スタンリー (第11代ダービー伯爵)
第11代ダービー伯爵エドワード・スタンリー（英: Edward Stanley, 11th Earl of Derby、1689年9月27日 - 1776年2月22日）は、イギリスの貴族、政治家。
ダービー伯爵家の分家スタンリー准男爵家の生まれだったが、1736年に本家が絶えたためダービー伯爵位を継承した。

## 経歴
1689年9月27日、ビッカースタッフ荘園の地主である第4代准男爵サー・トマス・スタンリーとその妻エリザベス（旧姓パッテン）の長男として生まれた。
1714年5月に父の死により第5代准男爵位を継承し、同年9月にラフォード荘園の地主ロバート・ヘスキスの娘エリザベスと結婚した。1723年にはランカシャー長官に就任した。1727年から1736年にかけてランカシャー選挙区から選出されてホイッグ党所属の庶民院議員を務める。政治派閥的にはサー・ロバート・ウォルポール首相に反対する所謂「愛国派」に属したが、彼は政治活動よりもランカシャー南部地主としての社交活動をもっぱらとしていた。
1736年に第10代ダービー伯爵ジェームズ・スタンリーが死去し、本家筋のダービー伯爵家が絶えた。系図を大幅にさかのぼった男系傍流である彼が第11代ダービー伯爵位を継承し、貴族院へ移籍した。
1742年にはランカシャー知事に就任した。名誉革命で国を追われたステュアート朝国王ジェームズ2世の孫チャールズ・エドワードが1745年9月にジャコバイト派（反名誉革命派。ステュアート朝復位派）やイギリスと交戦状態にあったフランスの支持を得て、ハノーヴァー朝からイギリス王位を奪還するための軍事行動を開始し、瞬く間にスコットランド首府エディンバラを占領した。
ランカシャー防衛は州知事のダービー伯爵に委ねられる事になったが、1662年民兵法により州は議会の同意なしに民兵を自由に動かすことができず、しかも議会の決定は遅かったので、ダービー伯爵は武器・弾薬が敵の手に落ちないようにすることだけに専念した。11月にチャールズ・エドワード軍が南進したため、ダービー伯爵は一時ロンドンまで逃れたが、12月中にはチャールズ・エドワード軍がカンバーランド公の軍に追われて撤退を開始したため、ダービー伯爵もランカシャーに戻って再び民兵の編成にあたった。1746年5月にはカンバーランド公勝利の報告を受けて安堵の言葉を漏らしている。
この頃から息子のストレンジ卿ジェームズ・スタンリーが政界やランカシャーにおいてダービー伯爵をしのぐ活動をするようになり、1757年にはランカシャー知事の地位をストレンジ卿に譲ることになった。しかしストレンジ卿は1771年6月にダービー伯爵に先立って死去した。この時ダービー伯爵は81歳だったが、ランカシャーにおけるダービー伯爵家の権威を維持する必要から、彼が再びランカシャー知事に就任することになった。
1776年2月22日にノーズリー荘園で死去した。ダービー伯爵位とその財産は孫（ストレンジ卿の長男）であるエドワード・スミス＝スタンリーが継いだ。

## 栄典
- 1714年5月7日、第5代スタンリー准男爵（1627年創設イングランド准男爵位）[1]
- 1736年2月1日、第11代ダービー伯爵（1485年創設イングランド貴族爵位）[1]

## 家族
1714年に地主の娘エリザベス・ヘスキスと結婚し、彼女との間にストレンジ卿ジェームズ以下1男6女を儲けた。
ストレンジ卿は大金持ちヒュー・スミスの娘と結婚し、岳父の要求に応じて「スミス＝スタンリー」の複合姓に改名した。ストレンジ卿は父に先立って死去したため、ストレンジ卿の長男であるエドワード・スミス＝スタンリーがダービー伯爵位を継承することになった。